# Ce corps tant désiré
Pour plus de détails, voir Fiche technique et Distribution.
Ce corps tant désiré est un film français réalisé par Luis Saslavsky, sorti en 1959.

## Synopsis
Guillaume, un gentil garçon paresseux et mythomane vit dans sa famille près de Sète. Il rencontre Lina, une prostituée contrainte de se cacher tandis que Marcel, son proxénète a été arrêté. Guillaume la ramène dans son village où elle va jeter le trouble en faisant tourner la tête d'Henri, un mytiliculteur qui l'engage comme ouvrière.
La sœur de Guillaume, Marinette, secrètement éprise d'Henri, ne voit pas cette arrivée d'un bon œil.
Le proxénète sorti de prison exige d'Henri qu'il lui « rachète » Lina, ce qu'il fera. Mais ceci provoque une bagarre dans laquelle Henri tue accidentellement un garçon qui l'avait insulté.

## Fiche technique
- Titre : Ce corps tant désiré
- Réalisation : Luis Saslavsky
- Scénario : Juliette Saint-Giniez et Luis Saslavsky
- Dialogues : Charles de Peyret-Chappuis
- Décors : Serge Pimenoff
- Photographie : Pierre Petit
- Son : Antoine Petitjean
- Montage : Marinette Cadix
- Musique : Henri Crolla et André Hodeir
- Production : SB Films -Chaillot Films
- Pays d'origine :  France
- Format : Noir et blanc - 35 mm
- Genre : Drame
- Durée : 98 minutes
- Date de sortie : 
  - France : 17 avril 1959
- Affiche : Clément Hurel (France)

## Distribution
- Daniel Gélin : Guillaume Ferraud
- Dany Carrel : Marinette, soeur de Guillaume
- Maurice Ronet : Henri Messardier
- Belinda Lee : Lina
- Jane Marken : la mère de Guillaume
- Antoine Balpêtré : le père d'Henri
- Jean Lara : Antoine, le proxénète
- Hélène Tossy : la soeur d'Antoine
- Bernadette Lange : la cousine Francine
- Dominique Blanchar : la prostituée en porte-jarretelles
- Serge Sauvion : Pierrot, l'employé amoureux de marinette
- Georges Douking : Le commissaire
- Richard Winckler : François, l'employé tué dans la bagarre
- Guy Favières : Le grand-père